# Вілла-Сант-Анджело
Вілла-Сант-Анджело (італ. Villa Sant'Angelo) — муніципалітет в Італії, у регіоні Абруццо,  провінція Л'Аквіла.
Вілла-Сант-Анджело розташована на відстані близько 100 км на північний схід від Рима, 16 км на південний схід від Л'Акуїли.
Населення — 425 осіб (2014).

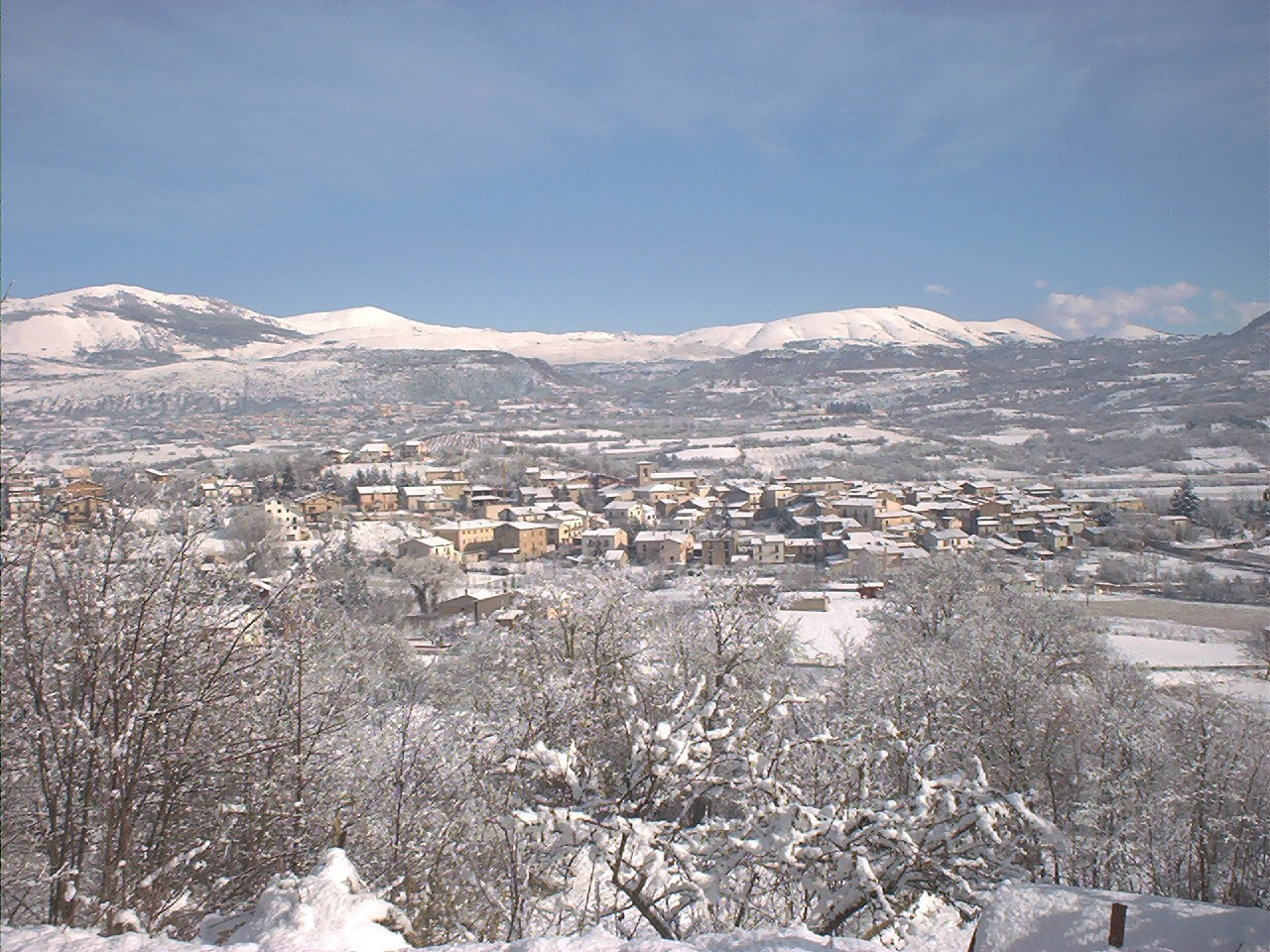

Щорічний фестиваль відбувається 4 травня. 

## Демографія
Населення за роками:

Станом на 1 січня 2023 року в муніципалітеті офіційно проживало 30 іноземців з 10 країн, серед них 19 громадян країн Євросоюзу та 3 громадяни України.

## Сусідні муніципалітети
- Рокка-ді-Меццо
- Сан-Деметріо-не-Вестіні
- Сант'Еузаніо-Форконезе